# Oeax lateralis
Oeax lateralis là một loài bọ cánh cứng trong họ Cerambycidae.